# Atrobucca kyushini
Atrobucca kyushini és una espècie de peix de la família dels esciènids i de l'ordre dels perciformes.

## Morfologia
- Els mascles poden assolir 25 cm de longitud total.[4][5]

## Hàbitat
És un peix marí, d'aigües profundes i bentopelàgic que viu fins als 100 m de fondària.

## Distribució geogràfica
Es troba davant les costes del nord-oest de Borneo (Mar de la Xina Meridional).

## Observacions
És inofensiu per als humans.